# Alfred Gercke
Karl Friedrich August Alfred Gercke (Hannover, 20 marzo 1860 – Breslavia, 26 gennaio 1922) è stato un filologo classico tedesco.

## Biografia
Figlio di Ottone Gercke (1825-1887) e di Charlotte Wilmanns (1834-1929), fu nipote materno di August Wilmanns; dal 1880 al 1883 studiò all'Università di Bonn, avendo come professori Friedrich August Kekulé von Stradonitz, Hermann Usener e Franz Bücheler e, nell'anno accademico 1883-1884, all'Università Humboldt di Berlino sotto Hermann Diels.
Conseguito nel 1885 il dottorato a Bonn, dal 1886 al 1888 insegnò al Luisengymnasium di Berlino e nel 1890 passò l'esame di abilitazione alla libera docenza sotto la supervisione di Ulrich von Wilamowitz-Moellendorff all'Università Georg-August di Gottinga, insegnandovi fino al 1893. In quell'anno divenne professore incaricato all'Università di Königsberg, nel 1895 professore straordinario e nel 1896 professore ordinario all'Università di Greifswald.
Nel medesimo anno sposò Anna Albrecht (1871-1954), figlia del politico Siegfried Wilhelm Albrecht; dall'unione nacquero quattro figli maschi e una figlia femmina, uno dei quali fu Achim Gercke, futuro politico nazista.
Designato rettore nel 1908 a Greifswald, si trasferì all'Università di Breslavia nel 1909, di cui divenne rettore nel 1920.

## Attività accademica
La sua attività di ricerca si concentrò sulla filosofia greca, rivolgendosi in particolare all'ellenismo, e su Seneca.
La sua tesi di dottorato prevedeva una raccolta di frammenti di Crisippo di Soli; scrisse la voce di Aristotele per la Enciclopedia reale dell'antichità classica e curò un'edizione critica di Teofrasto.
Con Eduard Norden pubblicò Einleitung in die Altertumswissenschaft (Introduzione agli Studi Classici); la sua prima edizione (1908/12, 3 volumi) ebbe contributi forniti da accademici come Franz Winter, Paul Kretschmer, Karl Julius Beloch, Ernst Bickel, Erich Bethe, Paul Wendland, Johan Ludvig Heiberg e Ernst Kornemann.

## Opere
- Alfred Gercke, Seneca-Studien, Lipsia, Teubner, 1895.
- Alfred Gercke, Griechische Litteraturgeschichte mit Berücksichtigung der Geschichte der Wissenschaften, Lipsia, 1898.
- Alfred Gercke, Studia Annaeana, Greifswald, 1900.
- Alfred Gercke, Abriss der griechischen Lautlehre, Berlino, 1902.
- Alfred Gercke, Die Entstehung der Aeneisn, Berlino, 1913.